# 紫铁矾
紫铁矾（英語：Quenstedtite）是一种少见的硫酸铁矿物，化学式为Fe2(SO4)3·11H2O。它是白色或紫色的三斜晶系晶体。在富含黄铁矿的矿体氧化带中发现，特别是在干旱气候下。它最初于1888年在智利阿塔卡马大区的科皮亞波省内的Tierra Amarilla地区发现，其英文名由G. Linck于1889年以德国矿物学家Friedrich August von Quenstedt（1809–1889）的名字命名。